# Kristóf
A Kristóf a görög Krisztophorosz névből származik, Krisztust hordozó.

## Rokon nevek
- Krisztofer:[1] a Kristóf angol megfelelőjéből származik.[2]

## Gyakorisága
Az 1990-es években a Kristóf igen gyakori, a Krisztofer ritka név volt, a 2000-es években a Kristóf a 13–19., a Krisztofer az 55–69. leggyakoribb férfinév.

## Névnapok
Kristóf, Krisztofer
- március 15.[2]
- március 25.[2]
- május 9.[2]
- július 25.[2]
- október 31.[2]

## Híres Kristófok, Krisztoferek
- Szent Kristóf, a hajósok és utasaik védőszentje
- Kristóf pápa
- Magallán Szent Kristóf vértanú[5]
- Bárány Kristóf, táncos, a 4 for Dance tagja
- Baráti Kristóf hegedűművész
- Báthory Kristóf erdélyi fejedelem
- Christoph Willibald Gluck német zeneszerző
- Christopher Mattheisen üzletember
- Kolumbusz Kristóf, Amerika európai felfedezője
- Németh Kristóf (1975), színész
- Christopher Nolan rendező, forgatókönyvíró
- Christopher Plummer színész
- Christopher Reeve színész
- Christoph Schneider a Rammstein nevű német zenekar dobosa
- Steiner Kristóf, újságíró, műsorvezető, író, szerkesztő, színész
- Christoph Waltz, Oscar-díjas osztrák színész
- Cristoph Martin Wieland német író
- Christopher Marlowe angol költő, drámaíró, műfordító, William Shakespeare kortársa
- Milák Kristóf Európa- és Világbajnok úszó